# Jean Cocula
Pour les articles homonymes, voir Cocula (homonymie).
Jean Cocula est un homme politique français né le 24 novembre 1843 à Saint-Germain-du-Bel-Air (Lot) et décédé le 23 novembre 1915 à Paris

## Biographie
Vétérinaire, il commence par exercer dans sa commune natale, puis devient vétérinaire des haras de 1889 à 1893. Après diverses missions sanitaires en zone de montagne, il devient entreposeur des tabacs de 1895 à 1898 puis receveur des Finances à Ussel de 1898 à 1901.
Républicain, il se lance en politique dès la chute du Second Empire. Maire de Saint-Germain-du-Bel-Air, il est révoqué en 1873 et en 1877. Il est réélu en 1884 et reste en poste jusqu'à sa mort. En 1889, il est conseiller général du canton de Saint-Germain-du-Bel-Air, et devient président du conseil général de 1909 à 1915.
Après deux échecs aux législatives en 1893 et 1898, il est élu sénateur du Lot en 1901, réélu en 1906. Il siège au groupe de la Gauche démocratique et s'intéresse aux questions de haras. Très anticlérical, il est une cible fréquente pour les polémistes et caricaturistes de droite.